# بيرة يوسفيان (غويجة بل)
بيرة يوسفيان (بالفارسية: پیره‌یوسفیان) هي منطقة سكنية تقع في إيران في قسم غويجة بل الریفي. يقدر عدد سكانها بـ 186 نسمة .